# János Starker

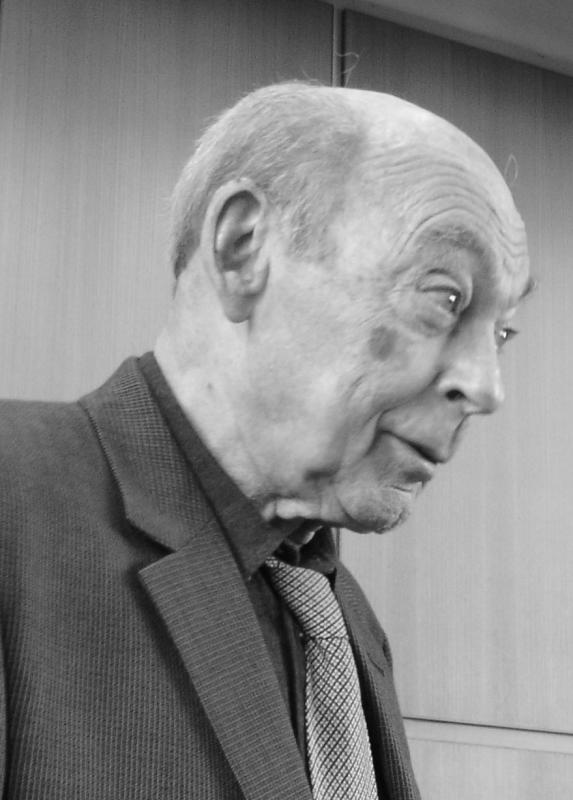
János Starker, 2009.

János Starker (Boedapest, 5 juli 1924 - Bloomington (Indiana), 28 april 2013) was een Hongaars cellist en muziekpedagoog.
Starker studeerde aan de Franz Liszt Academie van Boedapest, destijds een toonaangevend muzikaal centrum. In 1939 schreef hij een boek met als titel The World of Music According to Starker. Daarin noemt hij zich een leerling van Leo Weiner (1885-1960), die daar als leraar kamermuziek geestelijke vader werd van generaties toonaangevende Hongaarse musici als George Szell, Georg Solti, Antal Doráti en vele anderen.
Na pijnlijke oorlogsjaren bezorgde de dirigent Antal Doráti hem in 1949 een baan in het Dallas Symphony Orchestra. Daarna werd hij gevraagd door dirigent Fritz Reiner voor de post van eerste cellist aan de Metropolitan Opera in New York. In 1958 werd hij docent aan de Indiana University in Bloomington, met 1700 studenten de op een na grootste muziekopleiding ter wereld. Het lesgeven combineerde hij met solo-optredens als cellist.
In 2004 publiceerde hij een autobiografie, die vrij onalledaags is door de toon en de opzet.
Hij stelt in een interview: "Wie de groten zijn in de muziek, is algemeen bekend. Mozart, Bach, Beethoven, Brahms - ik zal ze niet met elkaar vergelijken. Maar voor de muziek is Bach "hors concours". Hij speelt het spel niet mee, hij schreef de regels."
Hij maakte de Sonate voor cello (1915) van Zoltán Kodály wereldberoemd door zijn uitvoering. Hij maakte er zes verschillende opnames van en besprak ze meermaals met de componist zelf.
Voor Starker was muziek de enig blijvende waarde in het leven. In de donkerste tijden is er muziek om te zorgen dat je je menselijkheid behoudt en niet verwordt tot een beest.

## Starker als muziekpedagoog
Starkers bijdrage aan het cello-repertoire, de uitvoeringspraktijk en de muzikale pedagogie is van grote betekenis. Voor Starker komt studeren neer op niet alleen met de cello repeteren, maar de muziek in je hoofd hebben. Zo kende hij J.S. Bachs Tweede cellosuite in d-klein uit het hoofd, noot voor noot, frase voor frase. Voor János Starker was lesgeven belangrijk omdat het generaties met elkaar verbindt. Het veraangenaamde zijn leven om de vruchten te zien van de zaden die hij als leraar heeft geplant.
Starkers cellolessen hadden het karakter van een technische werksessie, meer dan de gebruikelijke opeenvolging van tips e.d. Hij startte steeds met iemands persoonlijke fysiek. Hij riep het begrip tegendruk in. Halverwege de streek moet de persoon met de linkerknie de cello vooruitduwen. Anders wordt de toon te klein. De rechterbovenarm omhoog, de onderarm roteren. Daarbij zeker niet tegen de muziek in bewegen. Dat doen 90% van de uitvoerders. Hoofd naar voren op de sterke maatdelen, naar achter op de zwakke zonder te knikkebollen. Cellospelen is een gecontroleerde fysieke ervaring bij Starker.
- Bibsys: 4017561
- Biblioteca Nacional de España: XX853237
- Bibliothèque nationale de France: cb13900020r (data)
- CiNii: DA04102454
- Gemeinsame Normdatei: 124108598
- International Standard Name Identifier: 0000 0001 1470 5392
- Library of Congress Control Number: n81100631
- Nationale Bibliotheek van Letland: 000079889
- MusicBrainz: 8ec9a9fe-3709-43a9-adba-6a1a11b7e7da
- Bibliotheek van het Japanse parlement: 01137175
- Nationale Bibliotheek van Tsjechië: mzk2015861602
- Nationale bibliotheek van Australië: 35712889
- Nationale Bibliotheek van Israël: 987007279001105171
- Nationale en Universitaire bibliotheek Zagreb: 000663355
- Nederlandse Thesaurus van Auteursnamen: 072633085
- Réseau des bibliothèques de Suisse occidentale: 02-A003858547
- LIBRIS: 249574
- Système universitaire de documentation: 083049797
- Virtual International Authority File: 34644702
- WorldCat: E39PBJv4hFJYFbqhfv99Qp6kDq